# Cristian Benavente
Cristian Benavente Bristol (* 19. Mai 1994 in Alcalá de Henares) ist ein spanisch-peruanischer Fußballspieler. Zumeist spielt er im offensiven Mittelfeld.

## Vereinskarriere
Cristian Benavente kam im Jahre 2002 zu Real Madrid, wo er in der Altersklasse Benjamín B (U-9) begann und fortan diverse Jugendmannschaften des Klubs durchlief. Seit Beginn der Saison 2012/13 steht er im erweiterten Kader der zweiten Mannschaft von Real Madrid, spielt aber hauptsächlich in der A-Jugend (Juvenil A). Sein Debüt in der Segunda División feierte er am 24. August 2013 gegen AD Alcorcón.
Zur Saison 2015/16 wechselte Benavente zu den Milton Keynes Dons und nur ein Jahr später weiter zum belgischen Erstligisten Sporting Charleroi.
Im Januar 2019 wechselte er von dort zum ägyptischen Verein Pyramids FC. Aus finanziellen Gründen musste Pyramids FC ihn in der neuen Saison an den französischen Erstligisten FC Nantes mit Kaufoption verleihen. Bis zum Abbruch der Saison infolge der COVID-19-Pandemie bestritt Benavente 12 von 28 möglichen Spielen für Nantes. Die Kaufoption wurde nicht ausgeübt.
Nach Ablauf der Ausleihe kehrte er zum Pyramids FC zurück, war dort aber nicht spielberechtigt, da aufgrund der COVID-19-Pandemie in der ägyptischen Liga die Saison 2019/20 noch nicht beendet war.
Anfang Oktober 2020 erfolgte eine erneute Ausleihe, diesmal für den Rest der Saison 2020/21 an den belgischen Erstdivisionär Royal Antwerpen. Anfang Februar 2021 wurde am letzten Tag des Wintertransferfensters die Ausleihe mit Antwerpen vorzeitig beendet und eine neue Ausleihe mit dem Ligakonkurrenten Sporting Charleroi mit anschließender Kaufoption vereinbart. Benavente bestritt drei von neun möglichen Ligaspielen für Charleroi sowie zwei Pokalspiele.
Nach Ende der Saison kehrte er zum Pyramids FC zurück. Ohne dass er noch ein Spiel für Pyramids bestritten hatte, wechselte er Mitte Februar 2022 zu Alianza Lima.

## Nationalmannschaft
Cristian Benavente, Sohn des Spaniers Agustín Benavente und der ehemaligen Peruanischen Volleyballnationalspielerin Magali Bristol, spielte als Junior für die U-17 sowie die U-20 Perus, mit der er die Südamerikameisterschaft 2013 in Argentinien bestritt und in neun Einsätzen zwei Tore erzielen konnte. Am 17. April 2013 feierte der zu diesem Zeitpunkt erst 18-jährige schließlich in einem Freundschaftsspiel gegen Mexiko sein Debüt in der A-Nationalmannschaft. Bei seinem zweiten Auftritt erzielte Benavente am 1. Juni 2013 gegen Panama den 2:1-Siegtreffer der Peruaner.